# Gontran de Hesbaye
Gontran de Hesbaye (815-837) était un noble franc issu de la dynastie des Robertiens.
Il était le troisième fils du comte Robert III et donc le frère de Robert et d'Eudes.
Il hérita du comté de Wormsgau à la mort de son père, en 834 et régna jusqu'à sa propre mort, en 837. N'ayant pas d'héritier, son frère Robert lui succéda.

## Sources
- Guntram, bei Genealogie Mittelalter
- Robert III., Graf im Oberrheingau, bei Genealogie Mittelalter